# Poker d'as pour Django
Pour plus de détails, voir Fiche technique et Distribution.
Poker d'as pour Django (Le due facce del dollaro) est un western spaghetti italien sorti en 1967, réalisé par Roberto Bianchi Montero.

## Synopsis
Un professeur, Mathematica, un pistolero, Django (ou Miele ou Honey dans les autres versions), une belle fille, Jane et un ancien colonel préparent un plan pour voler Fort Henderson, mais ils vont affronter quelques difficultés.

## Fiche technique
- Titre français : Poker d'as pour Django
- Titre original italien : Le due facce del dollaro
- Genre : western spaghetti
- Réalisation : Roberto Bianchi Montero
- Scénario : Franco Verucci, Alberto Silvestri
- Musique : Giosafat Capuano, Mario Capuano
- Production : Francesco Giorgi, Antonio Lucatelli (producteurs), Max Pécas (coproducteur) pour Les Films du Griffon, Tigielle 33
- Photographie : Stelvio Massi
- Montage : Graziella Fedeli
- Décors : Giulia Mafai
- Costumes : Giulia Mafai
- Maquillage : Sergio Angeloni
- Pays :  Italie
- Durée : 95 min
- Année de sortie : 1967
- Langue : italien
- Format d'image : 2.35:1
- Distribution en Italie : Compass Films
- Date de sortie en salle en France : 9 octobre 1968[2]

## Distribution
- Maurice Poli (sous le pseudo de Monty Greenwood) : Miele/Honey/Django
- Jacques Herlin : Matematica
- Gabriella Giorgelli : Jane
- Gérard Herter : colonel Blackgrave
- Andrea Bosic : colonel Talbert
- Tom Felleghy : major Tate
- Mario Maranzana : sergent Lodge
- Andrew Scott : lieutenant Benjamin Sinclair
- Valentino Macchi : lieutenant Laffan
- Ferruccio Viotty : capitaine Mulligan